# Laukiz
Laukiz és un municipi de la província de Biscaia, País Basc, pertanyent a la comarca d'Uribe. Està format pels barris de:
- Elizalde (nucli de la capitalitat)
- Aurrekoetxe
- José Antonio Agirre
- Mentxakaetas
- Mendiondo

## Personatges il·lustres
- Esteban Urkiaga Lauaxeta